# Claes Pedersson Banér
Claes Pedersson Banér, född 1620, död 26 maj 1675 i Örtomta församling, Östergötlands län, var en svensk friherre, riksjägmästare och landshövding i Kalmar län från 1662 till 1664.

## Biografi
Claes Pedersson Banér var son till Peder Gustafsson Banér och Hebbla Fleming. Han blev student vid Uppsala universitet 1637 och studerade 1643 vid universitetet i Leyden. Han blev kammarherre 1652, landshövding över Hälsingland och Gästrikland samt Härjedalen 1654 samt landshövding över Kalmar län och Öland 1661. Banér var riksjägmästare 1664–1675. Han var ägare till Ekenäs slott och Lidboholm, samt friherre till Gamla Karleby.

### Egendom
Banér ägde Gamla Karleby, Ekenäs slott i Örtomta socken och Lidboholm i Sjösås socken.

### Familj
Banér gifte sig 17 augusti 1651 i Sankt Nikolai församling, Stockholm med friherrinnan Ebba Sparre (1631–1666), dotter till riksrådet och presidenten friherre Peder Sparre och Elsa Posse. De fick tillsammans barnen Christina Banér (1652–1685) som var gift med amiralitetskaptenen Gabriel Kyle, översten Per Banér (1653–1708) vid Smålands tremänningsinfanteriregemente, översten Gustaf Banér (född 1654), Axel Banér, generallöjtnanten Johan Banér (1659–1736), Hebbla Margareta Banér (1660–1694) som var gift med friherre Alexander Palbitzki, greve Axel Banér (1661–1742) översten Isak Banér (1662–1713), Elsa Catharina Banér (1663–1663) och överstelöjtnanten Claes Banér (född 1665).